# OutTV (Canadá)
OutTV (estilizada como OUTtv) é um canal de televisão canadense por cabo e satélite de categoria A. Lançado em setembro de 2001, a OutTV transmite programação geral de entretenimento e estilo de vida voltada para a comunidade LGBT.
O canal é de propriedade de Ronald N. Stern através de uma empresa recém-formada, a OM Acquisitions.

## História

### Como PrideVision
O canal foi lançado em 7 de setembro de 2001 como PrideVision TV. Possuído pelo Título do Grupo de Mídia, ele foi primeiro canal do Canadá com 24 horas, voltado direcionado ao público LGBT. Ele também foi o segundo LGBT focada no canal para ser criado no mundo, após o Gay Cabo de Rede nos EUA, que, encerrado em 2001. PrideVision TV foi um dos 21 serviços digitais de especialidade que tenha sido concedida uma licença de Categoria 1 pela Canadian Radio-television and Telecommunications Commission (CRTC) em 24 de novembro de 2000; todas de cabo digital e transmissão direta por satélite provedores seriam obrigados a levar a rede em sua lineup. Manchete do Grupo de Mídia de propriedade de 70,1% da carta de condução, enquanto que a Aliança Atlântida possuía o interesse remanescente. Em fevereiro de 2001, antes de o canal foi lançado, Alliance Atlantis vendidos em todo o seu interesse na licença para a atração principal Grupo de Mídia, que se tornou o único proprietário da licença.
O canal lançou com uma linha de produtos de estilo de vida e entretenimento geral de programação, que consiste de dramas, comédias, filmes de ficção, documentários e talk-shows durante o dia e em horário nobre, assim como filmes pornograficos nocturno depois das 00:00 h, Hora do Leste.
Como PrideVision, o canal manteve um comitê consultivo nacional para fornecer feedback sobre a estação de programação e a sua eficácia no serviço da comunidade LGBT. A comissão incluído empresário e ativista Jim Deva, Perspectivas, editora Roy Heale, Egale Canadá diretor executivo John Fisher, Suzanne Girard de Divers/Cité, Carmela Laurignano de Evanov Comunicações, Winnipeg prefeito Glen Murray, Toronto vereador da cidade de Kyle Rae, a Igreja da Comunidade Metropolitana de Toronto pastor Brent Hawkes, Ruby Hamilton de PFLAG e Halifax empresária Shelley Taylor.

#### Dificuldades
PrideVision tinha uma considerável dificuldade em construir uma audiência, em seus primeiros anos, devido principalmente a sua pornográfico de programação: a rede não tem um timeshift canal para a costa oeste, o que levou a PrideVision adultos do conteúdo a ser transmitido mais cedo 9:00 horas no Fuso Horário do Pacífico. Como tal, o canal foi comercializado por muitos provedores de televisão como um autônomo, o serviço premium canal adulto, em vez de em um pacote com outros serviços especializados, reduzindo consideravelmente o número de potenciais assinantes. O canal também enfrentaram a resistência de Shaw Cable, o maior da televisão por cabo, provedor, no Oeste do Canadá, que foi acusado de limitar a disponibilidade de PrideVision durante o canal primeiros meses de operação. Durante três meses, livre de pré-visualização período que foi mandatado pela CRTC para ajudar a lançar a ardósia de novos digital especialidade canais que havia lançado naquele tempo, Shaw clientes que atento para PrideVision foi solicitado com uma tela e tiveram que navegar através de vários outros, para, finalmente, chegar à conclusão de que eles estavam a ser cobrado 1¢ taxa para exibir o canal. Este processo teria repetido a cada vez que um cliente se virou de volta para PrideVision, incluindo o 1¢ taxa. Esse processo não foi necessário para qualquer outro da mesma forma-licenciado especialidade canal. PrideVision tomou as suas preocupações para a CRTC, que se aliaram com a rede e ordenou Shaw corretamente oferecer uma pré-visualização livre de PrideVision para seus clientes.
Problemas de montagem com a distribuição, as disputas com a televisão, provedores de serviços, crescimento lento entre os canais digitais como um todo entre a indústria, e confrontado com as críticas de proporcionar um fraco mistura de programação, PrideVision foi a perda de uma quantidade considerável de dinheiro. O canal da base de assinantes cresceu muito mais lentamente do que o esperado, com apenas cerca de 20.000 assinantes até o final de 2002 em comparação a canais como o IFC, que tinha mais de 520.000 pessoas de assinantes no mesmo período de tempo. Para ajudar a crescer sua base de assinantes, PrideVision oferecido o outro livre de pré-visualização período para os seus distribuidores, e lançou uma campanha promocional com o slogan "Com apenas 20.000 assinantes somos impotentes! Ajuda PrideVision TV OBTÊ-lo!," afirmando que o canal estava em perigo de sair do negócio se não foi apoiada. Muitos na comunidade gay interpretado isso como a empresa culpando-os para o canal de problemas, embora os proprietários negado. Apesar disso, PrideVision inscrições fez aumentar lentamente. Em um esforço para reduzir suas perdas, os funcionários PrideVision foram cortadas a partir de 25 para 10, a maioria de sua programação original foi descartado, e o nível da rua, em estúdio na Rua da Igreja em Toronto foi fechado em dezembro de 2002.

### Venda, divisão, e o re-lançamento como OutTV
Em 3 de dezembro de 2003, a Headline Media Group anunciou a venda de uma participação majoritária na PrideVision para 6166954 Canada, Inc., um consórcio liderado pela emissora de William Craig. Craig seria próprio a participação majoritária na empresa e agir como sócio-gerente, enquanto o Triângulo cor-de-Rosa de Imprensa e várias outras empresas de produção independentes e investidores realizada participações minoritárias. Título Media mantido uma participação minoritária na empresa. A transação foi finalizada mais tarde, em 2004.
Em setembro de 2004, 6166954 o Canadá apresentou uma aplicação para a CRTC para um novo serviço premium, que seria dedicado a programação gay para adultos. Em novembro, PrideVision ampliou sua programação para adultos—agora com a marca de disco Rígido no PrideVision—em horário nobre (das 9:00 pm-6:00 da manhã , Hora do Leste), em preparação para a expansão do bloco em um serviço de 24 horas, ao lado de um não-adulto rede provisoriamente chamado "Glow  TV".
Em fevereiro de 2005, foi anunciado oficialmente que PrideVision seria suspensa a sua programação para adultos e re-lançamento como OutTV em Março de 2005, juntamente com o lançamento do novo canal conhecido como Duro PrideVision. Sua licença foi aprovada em 4 de Março de 2005. Craig explicou que a divisão foi necessário por várias razões: a remoção de programação para adultos faria a OutTV mais atraente para os provedores de televisão e melhorar sua distribuição, e o foco mais restrito seria permitir que as duas redes para expandir suas formações com maior programação de interesse para a comunidade LGBT.
Duro PrideVision foi previsto para lançamento em 7 de abril de 2005, mas o lançamento foi adiado para o dia 12 de abril, devido a dificuldades de obtenção de transporte. Simultaneamente com o lançamento oficial do disco Rígido, PrideVision foi re-nomeado como OutTV, com 24 horas de programação de entretenimento geral e de programação estilo de vida. Mesmo com o lançamento de disco Rígido e a remoção de todos os sites com conteúdo adulto recém-renomeado de OutTV, o canal foi ainda enfrenta resistência de Shaw Communications e nacional, a serviço de televisão por satélite, Estrela Escolha. Ambos os distribuidores queria continuar a embalagem no OutTV autônomo (premium service, em vez de interesse geral e de especialidade canal, que a maior parte dos grandes provedores de televisão tinha feito. na outtv arquivou uma queixa com o CRTC; no entanto, as partes chegaram a um acordo a sua discordância antes que o assunto foi levado para uma audiência perante o CRTC e acordado em uma embalagem de negócio. Uma semelhantes o acordo foi feito com o Sino mais tarde naquele ano.

### Aquisição, pela Shavick Entretenimento
Em 19 de julho de 2006, Shavick de Entretenimento, um filme e produtor de televisão com sede em Vancouver, British Columbia, anunciou que iria adquirir a maioria interesse tanto na outtv e Difícil, PrideVision de William Craig. Shavick também anunciou seus planos para mudar o nome OutTV, atualizar a infra-estrutura de tecnologia, e oferecer uma maior variedade de programação para o canal. Shavick listados sua sediada em Hollywood parceiro Regente Estúdios, proprietários de Americanos LGBT canal aqui!, como um grande provedor de conteúdo para o canal.
Em 2008, o canal terminou a sua longa disputa com Shaw Cable, garantindo um acordo que iria ver o canal comercializado e distribuído no mesmo pacote como outra Categoria de canais digitais.
Em 3 de dezembro de 2009, a CRTC aprovou um pedido que gostaria de ver HardTV vendidos e desmembrada em sua própria empresa, 4510810 Canada Inc., uma empresa detida pelo cor-de-Rosa Triângulo Prima (55%) e a Paz Ponto de Entretenimento (45%). A transação foi fechada em uma data posterior.
Em 23 de Maio de 2012, a OutTV anunciou que tinha passado de 1 milhão de assinantes, e iria lançar uma Alta definição de alimentação em 2 de julho de 2012. Simultaneamente, a rede também introduziu um novo logotipo e atualizados no ar branding. O HD simulcast de alimentação foi lançado no dia 2 de julho, e o novo site foi lançado em 17 de janeiro de 2013.
Em dezembro de 2012, Shavick Entretenimento adquirido cor-de-Rosa Triângulo Prima a 24.94% de juros e Paz Ponto de Entretenimento do Grupo 15% de participação no canal.
Em Shavick de gestão, o canal tem visto aumentos significativos em sua base de assinantes, indo apenas a partir de 185.000 assinantes quando eles compraram o canal para mais de 1,2 milhões de hoje. O canal da melhoria da avaliação ter sido impulsionado significativamente mais pela realidade hit série de RuPaul Drag Race, embora o canal também tem visto classificações de sucesso com o Sexo E a Violência, um original da série de drama criado pelo Canadense diretor de cinema Thom Fitzgerald. Um país livre de pré-visualização período em Março de 2014 viu a rede de alcançar totalmente 300 por cento de classificações mais elevadas do que o mesmo mês no ano anterior, e levou a um aumento novas inscrições nos meses seguintes pré-visualização.
Em 2013, o canal aplicada à CRTC para ter o seu conteúdo Canadense compromisso reduzido a partir de 49 a 35 por cento das receitas. de Acordo com o diretor de operações de Brad Danks, a biblioteca do viável LGBT temática Canadense de programação é limitada o suficiente para que o canal tem, por vezes, tinha de confiar na repetição de transmissões de programação a partir de outras redes, como o talk shows, 1 Menina de 5 Gays e Steven & Chris, "obviamente não é gay" programas como O Novo Addams Family, e em overscheduling várias transmissões de a mesma programação, para cumprir as suas obrigações de licenciamento.
A OutTV é também um parceiro com Wolfe Vídeo em GayDirect, uma assinatura premium canal para LGBT conteúdo no YouTube.

### Aquisição por Ronald N. Stern
Em novembro de 2016, a CRTC aprovou a venda do canal do Shavick Entretenimento e a outras minorias que os proprietários de uma nova empresa, a OM de Aquisição. OM é possuída e controlada por Ronald N. Stern, que também é presidente da Popa Parceiros, um conglomerado cuja outros ativos incluem um compartilhamento em Winnipeg Free Press. Foi revelado através de CRTC registros de que os novos donos pretendem comprar mais canais, incluindo canais internacionais, e lançar um serviço de streaming online do serviço. relatórios da Mídia revelado em 11 de janeiro de 2017 observou que o acordo para a compra do canal fechado em dezembro de 2016, e que os novos proprietários na outtv vai mudar o foco da especialidade canal para a sua assinatura on-line do serviço, OUTtvGO. Citando positivo audiência tendências para a adoção de televisão on-line de serviços e flacidez assinatura por cabo números, o serviço de televisão é esperado para fechar em uma data posterior, no entanto, a empresa revelou que o canal ficará no ar até pelo menos 2020. Shavick Entretenimento ainda é sócia minoritária do serviço.

## Programação
A programação do OutTV inclui original conteúdo canadense e retransmissões de LGBT-juros de programação origem em outras redes, bem como programas adquiridos a partir Americana de redes de Logotipo e Aqui!, e de radiodifusão no Reino Unido e Austrália.
O canal recebe suas mais altas classificações em geral para o Canadense transmissões de RuPaul Drag Race. Durante cada temporada de RuPaul Drag Race, o canal também produz a sua própria série de comentários semanais sobre o programa, oferecido por Richard Ryder em caráter como drag queen Wilma Fingerdoo. Nomeadamente, na OutTV ainda transmite a Corrida de Drag bastidores aftershow Untucked, , que foi retirado do Logotipo da agenda em 2015 e agora vai ao ar nos Estados Unidos apenas como uma web série.
Como de 2017, o canal continua a ar reprises da versão Norte-Americana de Queer as Folk.

## Distribuição internacional
Em meados de 2006, o canal se aventurou em seu primeiro mercado internacional quando chegou a um acordo com SelecTV para distribuir o canal em sua linha na Austrália , através de um pacote chamado "CurveTV". No entanto, no início de 2007, A OutTV e o CurveTV foi interrompida devido ao baixo número de inscrições.
Em 4 de abril de 2008, uma versão Europeia do na outtv foi lançado na Holanda , através de um contrato de licenciamento com a recém-formada empresa holandesa, (OUTTV Media Group). Ele está disponível para os assinantes, na Holanda, [[Bélgica]] e [[Suécia]].